# 吉田敬子
吉田 敬子（よしだ けいこ、1986年9月19日 - ）は、日本の作曲家、編曲家、作詞家、DTMトレーナー。大阪府出身。Smile Music Lab所属、株式会社ロックフィールド所属。

## 経歴
3歳からヤマハ音楽教室にてエレクトーンとピアノを始める。高校では吹奏楽でオーボエを担当。 大阪スクールオブミュージック専門学校作曲コースに入学し作曲、編曲を学ぶ。23歳でメジャーアーティストへ楽曲提供を行い、作曲家デビューを果たす。その後も、提供作家としてメジャーアーティストや、CM音楽等を手掛けて今に至る。

## 楽曲提供

### 作曲
| 楽曲名                       | アーティスト名         | 収録                                                                                          |
| ---------------------------- | ---------------------- | --------------------------------------------------------------------------------------------- |
| 名もなき花                   | 神谷浩史               | 1st ミニアルバム「ハレノヒ」収録                                                              |
| 地図にない場所               | 入野自由               | 1枚目オリジナルアルバム「vivid」                                                              |
| 華一片                       | 沖田総司 (CV:岡本信彦) | 遙かなる時空の中でシリーズ『遙かなる時空の中で5』 アルバム「夜明け前 弐」収録                 |
| 昏き稜線（くらきりょうせん） | 桂小五郎 (CV:近藤隆)   | 遙かなる時空の中でシリーズ『遙かなる時空の中で5』 アルバム「遙かなる時空の中で5 白妙の恋唄①」 |
| 夢のdead body                | NMB48/山本彩           | Team N 3rd Stage「ここにだって天使はいる」                                                    |
| 切ないリプライ               | AKB48/指原莉乃         | 4枚目オリジナルアルバム「ここがロドスだ、ここで跳べ!＜Type B＞」                              |
| SHARING                      | KAmiYU                 | 3rd ミニアルバム「Happy‐Go-Lucky」                                                            |